# David Sloan (football)
Pour les articles homonymes, voir David Sloan.
David Sloan, né le 28 octobre 1941 à Lisburn et mort le 4 février 2016, est un footballeur international nord-irlandais qui évolue au poste de milieu de terrain.

## Biographie
David Sloan joue en Irlande du Nord et en Angleterre. Il évolue principalement avec les clubs de Scunthorpe United et d'Oxford United.
Il dispute 327 matchs au sein des championnats anglais, inscrivant 74 buts. Il inscrit 14 buts en troisième division lors de la saison 1965-1966, et 10 buts dans ce même championnat en 1967-1968.
David Sloan est sélectionné à deux reprises avec l'équipe d'Irlande du Nord entre 1968 et 1970.
Il joue son premier match en équipe nationale le 10 septembre 1968, en amical contre Israël (victoire 2-3 à Tel Aviv). Il joue son second match le 11 novembre 1970, contre l'Espagne, lors des éliminatoires de l'Euro 1972 (défaite 3-0 à Séville).

## Palmarès
- Champion d'Angleterre de troisième division en 1968 avec Oxford United